# Theodor Henkel
Theodor Ludwig Henkel (* 17. September 1855 in Wolfertschwenden; † 2. Februar 1934 in Freising) war ein deutscher Pionier der Milchwissenschaft.

## Leben
Der Sohn des Münchner Sattlermeisters Theodor Henkel (1811–1874) und der Therese, geb. Ebersberger (* 1814), trat zum Schuljahr 1873/74 aus dem Gymnasium Dillingen in die Oberklasse des Maximiliansgymnasiums München ein und absolvierte dort 1874 das Abitur. Anschließend studierte er Naturwissenschaften (Chemie) am Polytechnikum in München und trat 1876 in das nachmalige Corps Ratisbonia. ein. Im agrikulturchemischen Labor wurde Franz von Soxhlet auf ihn aufmerksam und räumte ihm 1880 eine Assistentenstelle ein. 
1884 übernahm Henkel die Leitung der Milchproduktefabrik von Eduard Loefflund in Schüttentobel im Allgäu und erarbeitete hier die Herstellung von sterilisierter und kondensierter Milch ohne Zucker und von Rahmkonserven. Aus Versuchen über Tierfütterung und über den Säuerungsvorgang der Milch entwickelten Soxhlet und Henkel das Verfahren der titrimetrischen Bestimmung des Säuregrades der Milch, das international anerkannt und heute noch geläufig ist. 1888 entdeckte er die in der Milch enthaltene Citronensäure, promovierte 1891 mit diesem Thema an der Universität Erlangen. 1902 erhielt er einen Ruf an die Technische Hochschule München bzw. die Akademie für Landwirtschaft und Brauerei in Weihenstephan bei Freising, wo er die Milchwirtschaftslehre zum selbständigen Fach ausbaute. Deutschlands rasante Industrialisierung verlangte nach einer „Milchhygiene“.
1913 wurde Henkel Nachfolger seines Lehrers und Mentors von Soxhlet an der TH München und behielt die Leitung des Instituts bis 1919. 1925 wurde er zum Geh. Regierungsrat ernannt und mit der Leitung der Bayerischen Hauptversuchsanstalt für Landwirtschaft betraut. Hochgeehrt wurde er 1934 emeritiert. Für seine wissenschaftlichen Leistungen erhielt er zahlreiche Auszeichnungen, unter anderem das König Ludwig-Kreuz, den Liebig-Preis, die große silberne Max-Eyth-Medaille der Deutschen Landwirtschaftsgesellschaft sowie die Dr. [Franz Josef] Herz-Medaille.
Henkel heiratete 1885 in München Rosalie Graf (1859–1915), Tochter des Bildhauers Johann Evangelist Graf (* 1826). Der Ehe entstammten die Söhne Theodor (* 1890) und Heinz (* 1893; gefallen 1916) sowie die Tochter Helene (* 1891).

## Schriften
- Citronensäure als normaler Bestandteil der Kuhmilch. Diss. Univ. Erlangen 1891
- Katechismus der Milchwirtschaft. Ein Leitfaden für den Unterricht, 4. Auflage. Verlag Eugen Ulmer, Stuttgart 1920.